# Lijst van hoogste Christusbeelden
Deze lijst bevat de hoogste beelden die Jezus Christus voorstellen. Aangegeven wordt de hoogte van het beeld in meters, dus zonder sokkel of onderbouw. De lijst omvat beelden met een hoogte van minstens 20 meter.
Het hoogste beeld is Christus de Beschermer (“Cristo Protetor”) en staat sinds 2022 in de gemeente Encantado in de Braziliaanse deelstaat Rio Grande do Sul. Het tweede hoogste standbeeld is Christus de Koning in Świebodzin (Polen). Hogere beelden worden gepland of zijn reeds in aanbouw.

## Bestaande beelden
| Foto | Naam                                                                                | Locatie                             | Locatie          | Locatie                         | Hoogte  | Hoogte | Gewicht  | Voltooiing | Materiaal / Bijzonderheden                                                                                                  |
| Foto | Naam                                                                                | Plaats                              | Land             | Coördinaten                     | Beeld   | Sokkel | Gewicht  | Voltooiing | Materiaal / Bijzonderheden                                                                                                  |
| ---- | ----------------------------------------------------------------------------------- | ----------------------------------- | ---------------- | ------------------------------- | ------- | ------ | -------- | ---------- | --- |
|      | Christus de beschermer Cristo Protetor                                              | Encantado                           | Brazilië         | 29° 14′ 7″ ZB, 51° 54′ 44″ WL   | 37,5 m  | 6 m    | 1700 ton | 2022       | Beton en staal Hoogste Christusbeeld vanaf 2022                                                                             |
|      | Christus Koning van Świebodzin Pomnik Chrystusa Króla                               | Świebodzin                          | Polen            | 52° 14′ 12″ NB, 15° 32′ 48″ OL  | 36 m    | 16 m   | 440 ton  | 2010       | Hoogste Christusbeeld 2010-2022                                                                                             |
|      | Cristo de la Concordia                                                              | Cochabamba                          | Bolivia          | 17° 23′ 4″ ZB, 66° 8′ 6″ WL     | 34,2 m  | 6,2 m  | 2200 ton | 1994       | Gewapend beton / Bouwperiode: 1987–1994, op 2840 meter boven zeeniveau, begaanbaar, hoogste Christusbeeld van 1994 tot 2010 |
|      | Christus Koning van Tlalnepantla Cristo Resucitado                                  | Tlalnepantla                        | Mexico           | 19° 33′ 44″ NB, 99° 11′ 4″ WL   | 33 m    | 7 m    |          | 1981       | Hoogste Christusbeeld 1981–1994                                                                                             |
|      | Christus van Vũng Tàu Tượng Chúa Kitô Vua                                           | Vung Tau                            | Vietnam          | 10° 19′ 35″ NB, 107° 5′ 4″ OL   | 32 m    | 10 m   |          | 1993       | Gewapend beton / te begaan (armen vormen balkon)                                                                            |
|      | De zegenende Christus van Manado Kristus kase Berkat                                | Manado                              | Indonesië        | 1° 26′ 17″ NB, 124° 50′ 52″ OL  | 30 m    | 20 m   | 60 ton   | 2007       | Staal en staaldraad |
|      | Christus de Verlosser Cristo Redentor                                               | Rio de Janeiro                      | Brazilië         | 22° 57′ 6″ ZB, 43° 12′ 38″ WL   | 30 m    | 8 m    | 1145 ton | 1931       | Staalbeton omhuld met speksteen / Hoogste Christusbeeld van 1931 tot 1981                                                   |
|      | Christus Koning van Almada Cristo Rei / Santuário Nacional de Cristo Rei            | Almada                              | Portugal         | 38° 40′ 42″ NB, 9° 10′ 17″ WL   | 28 m    | 82 m   | 464 ton  | 1959       | |
|      | Christus Koning van Belalcázar Cristo Rey de Belalcázar                             | Belalcázar                          | Colombia         | 4° 59′ 13″ NB, 75° 48′ 46″ WL   | 26 m    | 20 m   |          | 1954       | Gewapend beton / bouwperiode: 1948-1954                                                                                     |
|      | Christus Koning van Cali Cristo Rey en Cali                                         | Cali                                | Colombia         | 3° 26′ 9″ NB, 76° 33′ 53″ WL    | 26 m    | 5 m    |          | 1953       | Gewapend beton / Bouwperiode: 1949-1953                                                                                     |
|      | De Gebroken Christus El Cristo Roto                                                 | San José de Gracia (Aguascalientes) | Mexico           | 22° 8′ 19″ NB, 102° 25′ 50″ WL  | 25 m    | 3 m    |          | 2006       | Gewapend beton |
|      | Christus Koning van Les Houches Christ Roi des Houches                              | Les Houches                         | Frankrijk        | 45° 54′ 10″ NB, 6° 48′ 6″ OL    | 25 m    |        | 500 ton  | 1934       | Beton, staal en graniet / Bouwperiode: 1933–1934                                                                            |
|      | Christus Koning van Los Álamos Cristo Rey de Los Álamos                             | Tijuana                             | Mexico           | 32° 30′ 22″ NB, 116° 57′ 9″ WL  | 23,3 m  |        |          | 1999       | Kunsthars en glasvezel, op de koepel van de kerk San Martin de Porres                                                       |
|      | Christus Koning van Pachuca Cristo Rey de Pachuca                                   | Pachuca de Soto                     | Mexico           | 20° 7′ 48″ NB, 98° 43′ 19″ WL   | 23 m    | 10 m   |          | 1999       | Marmer / 2663 meter boven zeeniveau (St. Apollonia)                                                                         |
|      | Heilig Hart van Jezus ook: Christus van Rosarito Cristo del Sagrado Corazón         | El Morro bij Rosarito               | Mexico           | 32° 15′ 54″ NB, 116° 59′ 43″ WL | 23 m    |        |          |            | Staal en glasvezel |
|      | Christus de Verlosser van La Caldera Cristo Redentor de La Caldera                  | La Caldera                          | Argentinië       | 24° 35′ 57″ ZB, 65° 23′ 1″ WL   | 22 m    | 4 m    | 10 ton   | 1969       | |
|      | Christus van de Stille Oceaan Cristo del Pacífico                                   | Lima                                | Peru             | 12° 10′ 28″ ZB, 77° 1′ 43″ WL   | 22 m    | 15 m   | 22 ton   | 2011       | Metaal en polyesterhars / Belichtingssysteem met 26 verschillende kleuren.                                                  |
|      | Christus van Harghita ook: Heilig Hart Statuia Inima lui Iisus                      | Lupeni (Harghita)                   | Roemenië         | 46° 23′ 36″ NB, 25° 15′ 23″ OL  | 22 m    | 1–2 m  | 60 ton   | 2011       | Edelstaal |
|      | Christus van las Noas Cristo de las Noas                                            | Torreón                             | Mexico           | 25° 31′ 32″ NB, 103° 27′ 22″ WL | 21,85 m |        | 579 ton  | 2000       | Staalbeton / Bouwperiode: 1973–2000                                                                                         |
|      | Christus van Maratea Cristo Redentore                                               | Maratea                             | Italië           | 39° 59′ 15″ NB, 15° 43′ 15″ OL  | 21,13 m |        | 400 ton  | 1965       | Beton en Carrara-marmer/ Bouwperiode: 1963–1965                                                                             |
|      | Christus van Otero ook: Monument van het Heilig Hart van Jezus. Cristo del Otero    | Palencia                            | Spanje           | 42° 1′ 42″ NB, 4° 31′ 46″ WL    | 21 m    | 0 m    |          | 1931       | Beton |
|      | Christus Koning van El Cubilete Cristo Rey del Cubilete / ook: Cristo de la Montaña | Silao                               | Mexico           | 21° 0′ 43″ NB, 101° 22′ 9″ WL   | 20,5 m  | 12,5 m | 80 ton   | 1950       | Brons / Bouwperiode: 1944–1950 2579 meter boven zeeniveau                                                                   |
|      | Christus van Picacho Cristo del Picacho                                             | Tegucigalpa                         | Honduras         | 14° 7′ 7″ NB, 87° 11′ 52″ WL    | 20 m    | 12 m   |          | 1998       | Beton / 1327 meter boven zeeniveau                                                                                          |
|      | Christus van Havana Cristo de La Habana                                             | Havana                              | Cuba             | 23° 8′ 38″ NB, 82° 20′ 42″ WL   | 20 m    | 3 m    |          | 1958       | Wit Carrara-marmer |
|      | Christus van Las Mesa Cristo de Las Mesa                                            | San Ignacio                         | Mexico           | 23° 56′ 30″ NB, 106° 25′ 34″ WL | 20 m    |        |          | 2005       | |
|      | Christus van de Ozarks Christ of the Ozarks                                         | Eureka Springs                      | Verenigde Staten | 36° 24′ 32″ NB, 93° 43′ 31″ WL  | 20 m    |        |          | 1966       | |

## Geplande of reeds in aanbouw zijnde beelden
| Naam            | Plaats            | Coordinaten                   | Hoogte | Jaar       | Opmerkingen |
| --------------- | ----------------- | ----------------------------- | ------ | ---------- | --- |
| Jesús van Huila | Colombia, Palermo | 2° 50′ 40″ NB, 75° 21′ 27″ WL | 80 m   | in aanbouw | Initiatiefnemer en projectleider: Germán Garrido laat inclusief sokkel een 80 meter hoge staande Christus oprichten als onderdeel van een recreatiepark, daarnaast een 60 meter lange liggende Christus, die van binnen als kerk wordt ingericht. Palermo ligt in het departement Huila. financier: Oliemaatschappij "Ecopetrol" In 2020 overleed Germán Garrido aan covid. |
| Christusbeeld   | Rusland           |                               | 33 m   | in aanbouw | De sokkel wordt circa 50 meter hoog. Beeldhouwer: Surab Zereteli, ondersteuning van Juri Luschkow, tot 2010 burgemeester van Moskou. |
| Christusbeeld   | Israël, Nazareth  |                               | ~ 30 m | open       | Het project wordt gedragen door de door Bishara Shlaya gestichte partij "Diglei Habrit". Het beeld zal op de berg Kedumim (ook: Berg Precipice) worden opgericht. |

## Gestrande projecten
Enkele projecten zijn niet verder gekomen dan het stadium van idee. Dit geldt voor het geplande beeld in Split, Kroatië en het plan van een 55 meter hoog beeld in Duitsland.

## Kruisbeeld

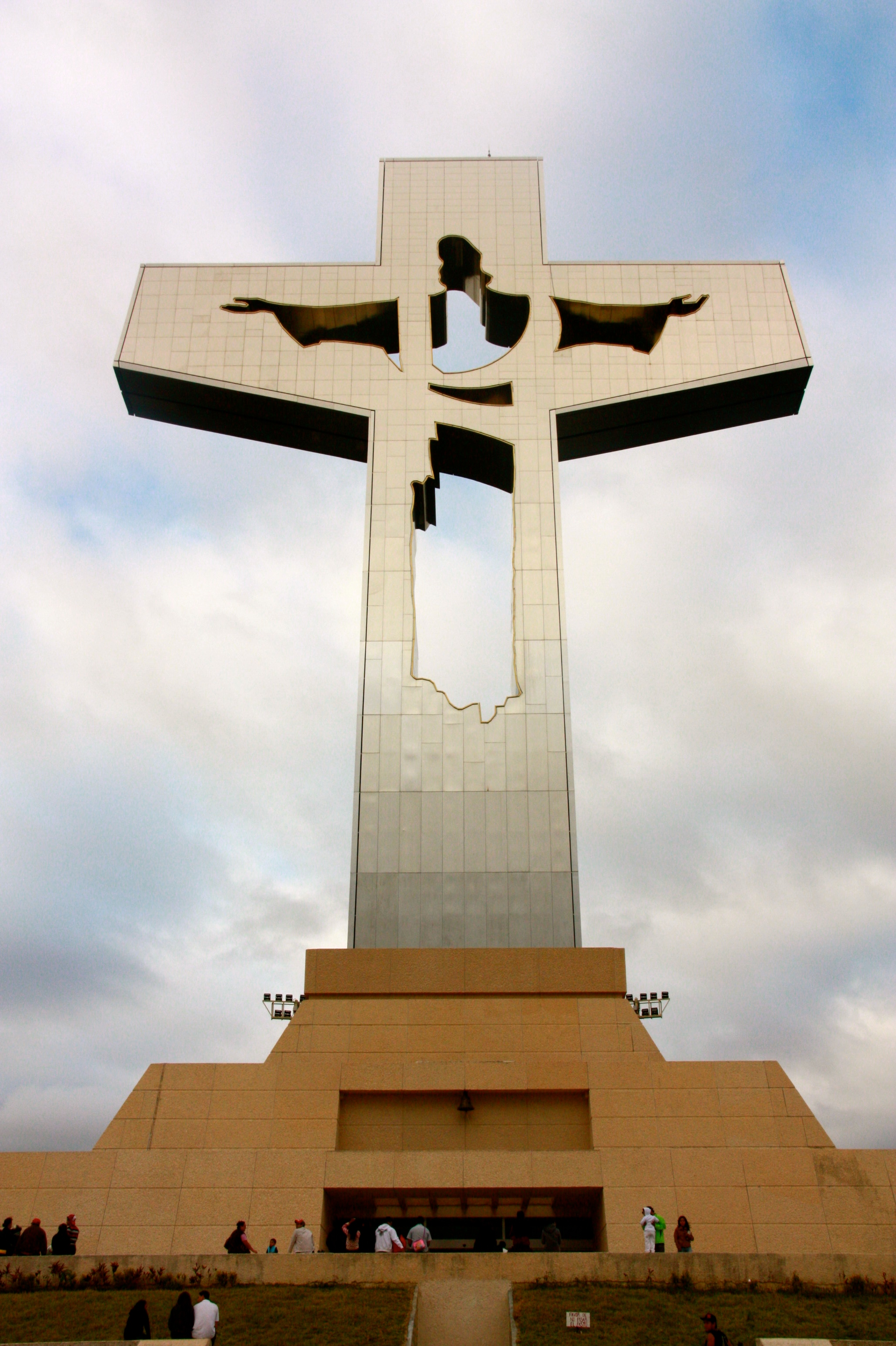
Cristo de Copoya

De "Christus van Chiapas“, ook bekend onder de naam "Copoya Christus", ten zuiden van de stad Tuxtla Gutiérrez in Mexico is met 48 meter weliswaar de hoogste Christusfiguur, maar wordt niet tot de beelden gerekend omdat het een onderdeel betreft van een monumentaal kruisbeeld, dat met de piramidevormige sokkel tot een hoogte van 64 meter reikt. Het crucifix werd in de jaren 2007-2011 gebouwd.